# Pampanella (formaggio)

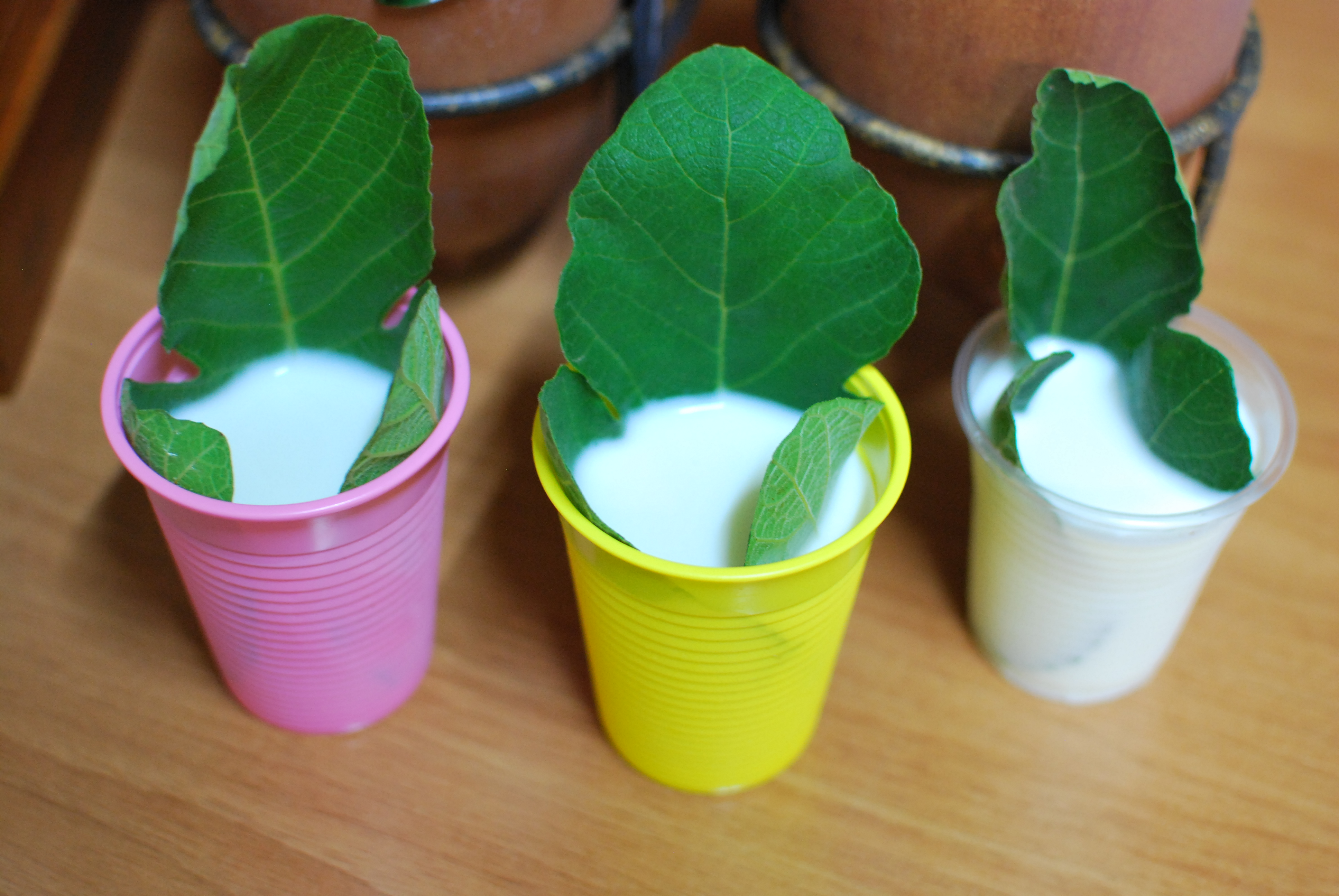
Pampanella

La pampanella è un formaggio fresco, prodotto in Abruzzo in provincia dell'Aquila ed in Puglia nelle province di Taranto, Brindisi e Lecce.

## Descrizione
La pampanella abruzzese è simile al cacioricotta e viene prodotto con latte caprino. Di forma rotonda e privo di crosta, ha un sapore delicato.
La pampanella pugliese è un formaggio prodotto sin dal 1700 nelle masserie delle Province di Taranto, Brindisi e Lecce. Può essere prodotta con latte vaccino o anche misto (vaccino, caprino, ovino). Deve il suo nome al pampino o pampano, la foglia del fico nel quale era tradizionalmente servita.
L'attuale metodo di preparazione prevede la pastorizzazione del latte, la coagulazione con caglio naturale alla temperatura di 38 °C per 20 minuti e la deposizione del coagulo, con una spatola e senza romperlo, su una foglia di fico precedentemente messa a bagno in acqua fresca. Il lattice del fico ha il ruolo di conferire al formaggio il suo caratteristico profumo e un gusto piacevolmente amarognolo e anche di rassodare il coagulo, grazie agli enzimi coagulanti presenti proprio nel lattice del fico.